# Богдан Стеля
Богдан Стеля (рум. Bogdan Stelea, нар. 5 грудня 1967, Бухарест) — румунський футболіст, що грав на позиції воротаря. По завершенні ігрової кар'єри — футбольний тренер. Наразі очолює тренерський штаб команди «Астра» (Плоєшті).
Як гравець насамперед відомий виступами за «Динамо» (Бухарест) та «Саламанку», а також національну збірну Румунії.
Триразовий чемпіон Румунії. П'ятиразовий володар Кубка Румунії.

## Клубна кар'єра
У дорослому футболі дебютував 1986 року виступами за команду клубу «Динамо» (Бухарест), у складі якої того року зіграв лише в одному матчі чемпіонату.
Протягом 1987 року на правах оренди грав за команду клубу «Політехніка» (Тімішоара).
У тому ж році повернувся до клубу «Динамо» (Бухарест). Цього разу відіграв за бухарестську команду наступні чотири сезони своєї ігрової кар'єри. Більшість часу, проведеного у складі бухарестського «Динамо», був основним гравцем команди. За цей час виборов титул чемпіона Румунії, ставав володарем Кубка Румунії.
Згодом з 1991 по 1997 рік грав у складі команд клубів «Мальорка», «Стандард» (Льєж), «Рапід» (Бухарест), «Самсунспор» та «Стяуа». З останньою командою додав до переліку своїх трофеїв ще два титули чемпіона Румунії, знову ставав володарем Кубка Румунії (також двічі).
У 1997 році уклав контракт з іспанським клубом «Саламанка», у складі якого провів наступні п'ять років своєї кар'єри гравця. Граючи у складі «Саламанки» також здебільшого виходив на поле в основному складі команди.
Протягом 2002—2008 років захищав кольори клубів «Рапід» (Бухарест), «Динамо» (Бухарест), «Акратітос», «Оцелул» та «Уніря» (Урзічень). Протягом цих років додав до переліку своїх трофеїв ще один титул володаря Кубка Румунії (з «Рапідом»).
Завершив професійну ігрову кар'єру у «Брашові», за команду якого виступав протягом 2008—2009 років.

## Виступи за збірну
У 1988 році дебютував в офіційних матчах у складі національної збірної Румунії. Протягом кар'єри у національній команді, яка тривала 18 років, провів у формі головної команди країни 91 матч.
У складі збірної був учасником п'яти великих міжнародних турнірів — чемпіонату світу 1990 року в Італії, чемпіонату світу 1994 року у США, чемпіонату Європи 1996 року в Англії, чемпіонату світу 1998 року у Франції, а також чемпіонату Європи 2000 року у Бельгії та Нідерландах.

## Кар'єра тренера
Розпочав тренерську кар'єру відразу ж по завершенні кар'єри гравця, 2009 року, увійшовши до тренерського штабу національної збірної Румунії як помічник головного тренера Развана Луческу. Пропрацював з національною командою до 2011 року.
З 2012 року очолює тренерський штаб команди «Астра» (Плоєшті).

## Титули і досягнення
- Чемпіон Румунії (3):

«Динамо» (Бухарест): 1989–90
«Стяуа»: 1995–96, 1996–97
- Володар Кубка Румунії (5):

«Динамо» (Бухарест): 1989–90, 2004–05
«Стяуа»: 1995–96, 1996–97
«Рапід» (Бухарест): 2001–02
- Володар Суперкубка Румунії (1):

«Стяуа»:  1995